# دریاچه قره‌چای

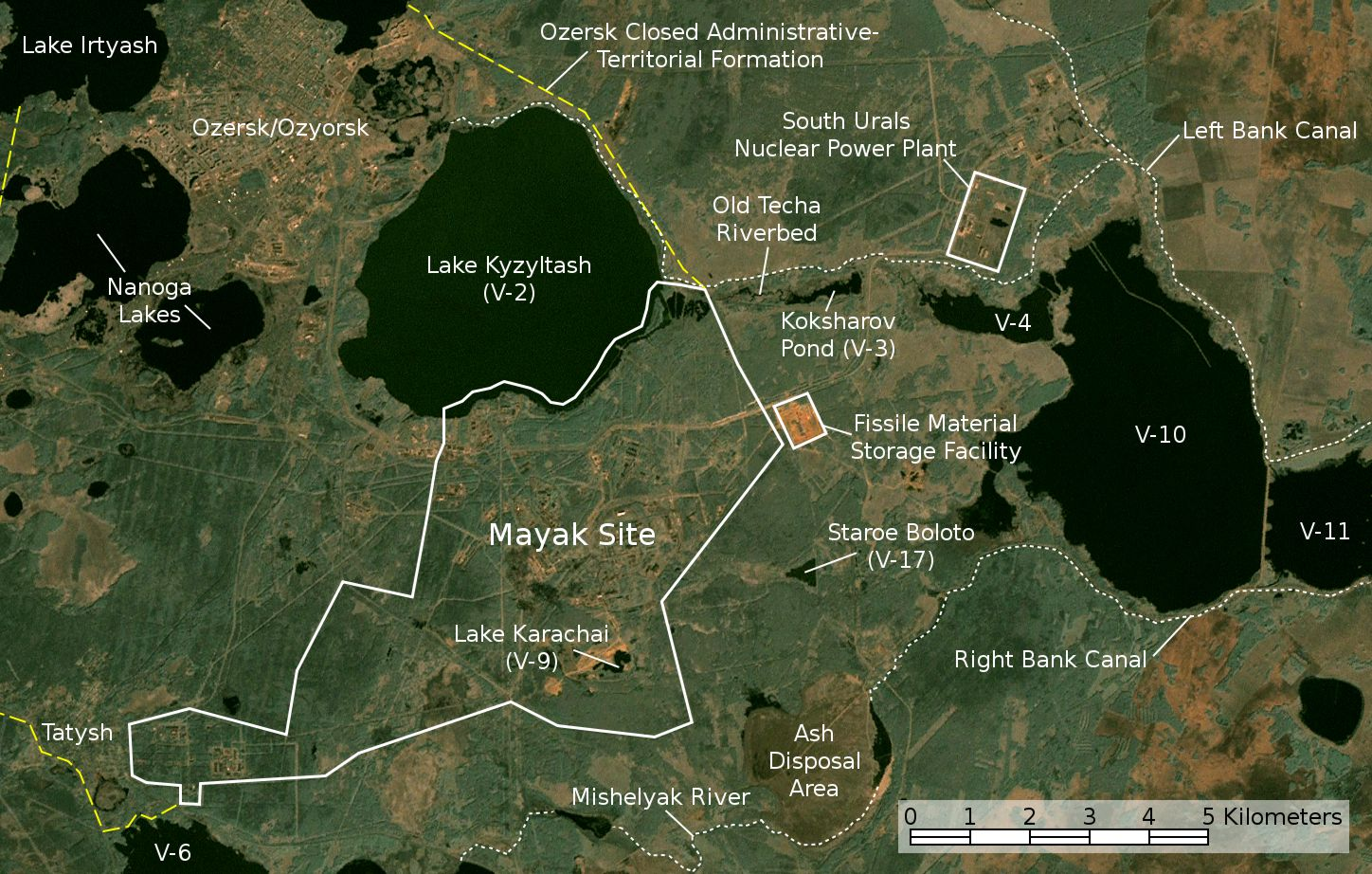
دریاچه قره‌چای

دریاچه قره‌چای (روسی: Карача́й؛ کاراچای)، در نزدیکی مرز روسیه با قزاقستان واقع شده است. این دریاچه که به عنوان آبشی ضایعات هسته‌ای در سال ۱۹۵۱ ساخته شده است، بنا بر گزارش مؤسسه ورلدواچ، آلوده‌ترین مکان در کره زمین به شمار می‌رود.
میزان پرتوفعالی در این دریاچه برابر ۴/۴ اگزابکرل و میزان تابش هسته‌ای در این دریاچه برابر ۶ سیورت بر هر ساعت است. قرار گرفتن بیش از چند دقیقه‌ای انسان در این محیط مرگبار است.